# Tjålmak (Jokkmokks socken, Lappland, 741621-170067)
Tjålmak är en sjö i Jokkmokks kommun i Lappland och ingår i Luleälvens huvudavrinningsområde. Sjön har en area på 0,0463 kvadratkilometer och ligger 380,8 meter över havet.

## Delavrinningsområde
Tjålmak ingår i det delavrinningsområde (741524-169482) som SMHI kallar för Mynnar i Messauremagasinet. Medelhöjden är 407 meter över havet och ytan är 71,72 kvadratkilometer. Det finns inga avrinningsområden uppströms utan avrinningsområdet är högsta punkten. Tuoljebäcken som avvattnar avrinningsområdet har biflödesordning 2, vilket innebär att vattnet flödar genom totalt 2 vattendrag innan det når havet efter 175 kilometer. Avrinningsområdet består mestadels av skog (65 procent) och sankmarker (32 procent). Avrinningsområdet har 1,04 kvadratkilometer vattenytor vilket ger det en sjöprocent på 1,5 procent.